# Майлз Моралес
Майлз Мора́лес (англ. Miles Morales) — супергерой комиксов издательства Marvel Comics. Будучи подростком наполовину афроамериканского, наполовину латиноамериканского происхождения, Майлз стал вторым персонажем, известным под псевдонимом Человек-паук во вселенной Ultimate Marvel. Впервые после смерти Питера Паркера Майлз появился в качестве главного персонажа второго тома серии комиксов Ultimate Comics: Spider-Man в сентябре 2011 года. Другой Питер Паркер перенёсся из другой вселенной во вселенную Майлза, после чего Питер и Майлз работали вместе.

## История публикаций

Часть страницы выпуска Ultimate Fallout #4 (август 2011), первое появление Майлза Моралеса

Идея ввести в сюжет афроамериканского Человека-паука впервые появилась у создателей в 2008 году, за несколько недель до вступления в должность президента Соединённых Штатов Барака Обамы. Главный редактор Marvel Аксель Алонсо сказал: «Мы поняли, что стоим на пороге избрания первого афроамериканского президента в истории Америки, и мы знали, что это подходящее время пристальнее рассмотреть одного из наших главных персонажей». Шанс для нового Человека-паука предоставился с выходом сюжетной линии Ultimatum, после которой произошла частичная реструктуризация Ultimate-вселенной, но тогда эта идея была заброшена, так как история нового персонажа разработана не была. Позже, Брайан Майкл Бендис рассказал, что его снова посетили мысли о персонаже после появления темнокожего актёра Дональда Гловера в пижаме Человека-паука в американском телесериале «Сообщество», что стало ссылкой на неудачную попытку Гловера получить роль Питера Паркера на кастинге фильма «Новый Человек-паук».
Когда издательство приняло решение «убить» Питера Паркера в 2011 году в сюжетной линии «Death of Spider-Man», идея появления нового персонажа сформировалась в концепцию Майлза Моралеса. Деталями разработки занимался Бендис в сотрудничестве с художником Сарой Пичелли. В основной вселенной Marvel Питер Паркер по-прежнему жив и остаётся Человеком-пауком, а Моралес наденет костюм супергероя только в рамках альтернативной вселенной Ultimate Marvel. Персонаж Моралеса дебютировал в выпуске Ultimate Fallout #4 в августе 2011 года. Начиная с сентября он будет фигурировать в качестве одного из главных персонажей в возобновлённой серии Ultimate Comics: Spider-Man, авторами которой станут Бендис вместе с Сарой Пичелли. Пичелли также разработала дизайн нового костюма Человека-паука, который вместо красно-синего стал чёрным с красным логотипом в виде паука.
Хотя Майлз стал первым темнокожим Человеком-пауком, его костюм недолгое время уже носил персонаж мексиканского происхождения Мигель О’Хара в серии Spider-Man 2099.
В 2012 году вышла ограниченная серия Spider-Men, в которой Майлз Моралес встретился с Питером Паркером — Человеком-пауком из основной вселенной Marvel.
В 2013 году основная серия, повествовавшая о приключениях Майлза Моралеса — Ultimate Comics: Spider-Man — была закончена. Всего вышло 28 выпусков серии. После этого вселенную Ultimate Marvel ждёт стирание в связи с падением продаж комиксов этих серий, а Майлз после сюжетной линии Cataclysm перенесётся в основную вселенную Marvel, где встретится с Отто Октавиусом, ставшим Человеком-пауком после обмена телами с Питером Паркером и последовавшей «смерти» последнего в сюжетной арке Dying Wish. Любопытно, что после событий The Superior Spider-Man #18 в основной вселенной остался также и Мигель О’Хара, Человек-паук из 2099 года. В конечном счёте в основной вселенной находилось три Человека-паука, и ни один из них не был Питером Паркером вплоть до возвращения последнего в конце сюжетной арки Goblin Nation.
В 2014 году Marvel анонсировала появление Майлза на главных ролях в двух сериях комиксов, последовавших после Cataclysm и запущенных в рамках кампании Ultimate Marvel NOW!: Miles Morales: Ultimate Spider-Man (рус. Майлз Моралес: Ultimate Человек-паук) и All-New Ultimates (рус. Новейшие Алтимейтс); обе серии, продлившиеся 12 выпусков, были написаны Брайаном Майклом Бендисом и Мишелем Фиффом соответственно. Сюжет последних трёх выпусков Miles Morales: Ultimate Spider-Man непосредственно завершает собой историю Ulimate-вселенной и ведёт к сюжетной линии Secret Wars, в которой остатки Земли-1610 в числе других реальностей бывшей Мультивселенной составили вновь созданный Мир битв.

## Биография
Майлз Моралес родился и вырос в Бруклине, Нью-Йорк. Его отец — афроамериканец, а мать родом из Пуэрто-Рико. Аксель Алонсо назвал Майлза «интеллектуальным ботаником со склонностью к науке и похожим на своего предшественника». Майлз, как и Питер, был укушен супер-пауком Оскорпа (но с другим номером) и первое время боялся своих способностей, желая от них избавиться. Единственным человеком, которому он рассказал о них, был его друг-азиат Ганке.
Однако затем, когда Питер умирает на руках Мэри Джейн Уотсон и Тёти Мэй, Майлз меняет решение. Он приходит на похороны Питера и выясняет у Гвен Стейси причины становления Питера на путь супергероя. Он решает продолжить дело Питера и надевает карнавальный костюм Человека-паука. В первую же ночь он спасает человека и затем развязывает бой с суперзлодеем Кенгуру. Он побеждает, но его высмеивают газеты, а на следующую ночь его похищает Джессика Дрю и уносит в штаб-квартиру Щ. И. Т.а к Нику Фьюри. Он допрашивает Майлза о причинах его поступка и раскрывает ему, что его дядя Аарон, в квартире которого Майлза и укусил паук, имеет богатое криминальное прошлое. Майлз признаёт, что ему нужно набраться боевого опыта и получить костюм получше. Но затем появляется Электро и Майлз спасает всех агентов Щ. И. Т.а, отключив сознание Диллона своей способностью «Ядовитое жало» (англ. Venom Strike). Ник Фьюри отпускает Майлза и даёт ему новый чёрный костюм с красным логотипом и красным же паутинным орнаментом. Ганке говорит, что это ознаменует признание Майлза как «официального» нового Человека-паука.
В выпуске Ultimate Comics: Spider-Man № 14 Майлз получает от тёти Мэй и Гвен Стейси пускатели паутины Питера Паркера. Таким образом, новый Человек-паук окончательно заменил Питера Паркера — у него есть все паучьи способности (также, в отличие от Питера Паркера, Майлз получил возможность становиться невидимым и наносить особый удар «Ядовитое жало»), костюм, признание Ника Фьюри, Капитана Америки, и пускатели паутины.

#### «Поодиночке мы — ничто» и «В единстве сила»
В выпуске Ultimate Comics: Spider-Man № 16 Капитан Америка по личной просьбе Майлза принимает его в команду супергероев Алтимейтс. В ходе Новой Гражданской войны США вселенной Ultimate Майлз принимает участие в битве за Вайоминг.

#### «Война Венома»
После окончания беспорядков в Нью-Йорке на отца Майлза, Джефферсона Дэвиса, нападает Веном. Из-за журналистского расследования Бетти Брант, результатами которого он овладел, Веном считает, что Дэвис — Человек-паук, и хочет его убить. Его вовремя останавливает Майлз, но Дэвис получает тяжёлые травмы. В последующей схватке с Веномом погибает Рио Моралес — мать Майлза. Виня себя в гибели матери, Майлз рвёт костюм Человека-паука на части и отказывается быть и дальше супергероем.

#### «Снова Человек-паук»
Однако спустя год Майлз возвращается к деятельности супергероя.

#### «Катаклизм»
Когда Галактус из другой реальности атаковал Бруклин, то Майлз с командой Алтимейтс участвовал в битве против Галактуса, но тот оказался слишком сильным и устроил хаос в городе. После неудачного сражения, Железный Человек приказал Алтимейтс спасать граждан. Эвакуировав людей, Майлз идёт к отцу и раскрывает ему свою тайну, в ответ на что тот винит сына в гибели его брата и Рио. Но их ссору прерывает падение самолёта, сбитого Галактусом. Майлз оставляет отца, чтобы спасти пассажиров. К нему на помощь приходит Джессика, затем Плащ и Кинжал, позже Бомбочка, которая спасает Майлза и Джей Джона Джеймсон от падающего обломка самолёта. Вскоре Майлз с остальными супергероями вернулся в Трискелион, где Рид Ричардс хочет помочь им спасти планету от Галактуса. Так как из-за недавних злодеяний Рида герои не доверяли ему, Майлз отправляется с ним на Землю-616, где они проникают в Здание Бакстера и собирают досье о Галактусе этого мира.
Неожиданно они сталкиваются с дочерью Сьюзен Шторм и Рида Ричадса, которая активировала охранную систему. Майлзу и Риду удаётся вернуться в свой мир. После того, как на помощь прибыла команда Люди-Икс, во время битвы с Галактусом, Майлз вместе с Невидимой Леди спасает Китти Прайд, в то время как супергерои отправили врага в Негативную Зону. Вскоре, во время почтения памяти Тора и Капитана Америки, Тони Старк решил распустить Алтимейтс, однако Джессика продолжает наследие супергероев, воссоздав команду «Юные Алтимейтс», в которой состоит Майлз с Бомбочкой, Плащом, Кинжалом и Китти Прайд.

#### «Новейшие Алтимейтс»
После вторжения Галактуса, Майлз состоит в команде Молодые Алтимейтс, созданной Джессикой, которая теперь зовёт себя Чёрной Вдовой. Новая команда Алтимейт защищают город от банды Змеиных Черепов, которая орудует в Адской Кухне. Недавно участники этой группировки избили Ганке — друга Майлза. При этом Змеиные Черепа использовали мутаген, разработанный корпорацией «Роксон». Однажды Юные Алтимейтс вступили в схватку с Змеиными Черепами, которым руководила Алмазная Змея, поцеловавшая на прощанье Человека-паука во время их битвы.
Позже, Змеиные Черепа берут под контроль Бомбочку, когда Алмазная Змея, применила на ней специальную пыль управления ума, чтобы заманить Юных Алтимейтс в ловушку. Когда, Юные Алтимейтс по вызову Бомбочки, оказались засаде, устроенной Змеиных Черепов, то Человек-паук тем временем бился против Черепа-и-Кости, собиравшегося убить Майлза, но его спас другой преступник-Скордж, ранив Черепа-и-Кости ножом. После прибытия полиции, пойманные участники Змеиных Черепов были арестованы, часть из них разбежались. Бомбочка, выйдя из-под контроля, покинула команду.

#### «Паучий друг»
Майлз с Джессикой подвергается нападению одной из Наследников — Верной. Однако их спасает и отводит в безопасную зону команда Людей-пауков под предводительством Превосходного Человека-паука (доктора Отто Октавиуса).

#### Miles Morales: Ultimate Spider-Man
В ходе второй серии, Miles Morales: Ultimate Spider-Man, Майлз встречает живого Питера Паркера, который возродился из-за побочного эффекта сыворотки ОЗ, получивший от укуса паука, но он не намерен возвращаться к прежней жизни. Вскоре вместе, два Человека-паука столкнулись и одолели Нормана Осборна, который, как и Питер, оказался жив, однако во время второй битвы был убит детективом Марии Хилл.
После этих событий возвращается отец Майлза, который рассказывает о своём прошлом. В молодости, он и Аарон работали на преступника по имени Турк. После ареста Джефферсон был завербован ЗАЩИТУ в качестве шпиона, чтобы внедриться в организацию международного преступника — Уилсона Фиска. Джефферсон выполнил миссию, но отказался дальше работать в ЗАЩИТЕ. Вскоре он встретил Рио и влюбился. Джефферсон убежал, узнав, что Майлз — Человек-паук, так как он напомнил ему его самого в юности, он не винил сына за смерть матери, и сожалеет, что оставил его когда тот нуждался в нём.
После того как Майлз раскрывает свою супергеройскую личность своей подруге, Кэти Бишоп, то выясняется, что её родители оказались агентами террористической группы Гидра, которые позже похищают Майлза, его отца и друга — Ганке, как часть плана Доктора Дума, который в данный момент возглавляет организацию. Однако Майлз и другие заключённые были освобождены Молодыми Алтимейтс при помощи Джаджа — приятеля Майлза и Ганке по общежитию, а также Марии Хилл и офицера Фрэнка Куэйда; вместе они становятся свидетелями начала последнего Наступления.

## Способности и экипировка

### Сверхспособности
Майлза укусил генетически модифицированный паук из лаборатории Нормана Озборна, но вместо того, чтобы умереть, как ожидалось, Майлз начинает открывать в себе различные сверхчеловеческие способности.
Подобно пауку, Майлз может лазать по отвесным стенам, а также обладает шестым чувством («паучьим чутьём»), которое предупреждает его об опасности. Он обладает сверхчеловеческой силой, скоростью и реакцией. Скелет, ткани, мышцы и нервная система сильнее, чем у обычного человека, что сделало его очень гибким и выносливым. В отличие от Питера Паркера, Майлз может по своему желанию становиться невидимым, причём его невидимость распространяется и на сторонние предметы (одежду, его костюм и т. п.); и самое главное отличие — «Ядовитое жало». Майлз пускает во врага электрический (или действующий по схожему принципу) импульс, который парализует человека и выводит из строя электронику.

### Экипировка
Первое время единственной экипировкой Майлза был его костюм, полученный от Ника Фьюри в качестве «официального признания». Позже он получил пускатели паутины Питера Паркера, и химическую формулу паутины.

## Реакция
Люди, которые говорят, что это рекламный трюк, упускают главное. Майлз Моралес является отражением культуры, в которой мы живём. Мне нравится, что мой сын Тито увидит Человека-паука по фамилии Моралес, размахивающего паутиной в небе. И, судя по реакции, я в этом не одинок.
В апреле 2011 года, когда было впервые анонсировано, что Marvel готовит замену Питеру Паркеру, распространились слухи о том, что это может быть женщина или представитель этнических меньшинств. Личность Майлза Моралеса была раскрыта изданием USA Today 2 августа 2011 года, незадолго до того, как персонаж официально дебютировал в Ultimate Fallout #4. Тема получила значительное освещение в СМИ и была неоднозначно воспринята читателями. Некоторые считали, что такой ход — одна из попыток Marvel добиться политкорректности, а по мнению других, любой Человек-паук сможет стать положительным примером для читателей, особенно детей. Некоторые из читателей высказывали мнение, что введение темнокожего Человека-паука — рекламный трюк, в надежде привлечь больше читателей. Значительная часть поклонников Питера была разочарована смертью персонажа и отрицательно отнеслась к любой возможной замене. Широкий общественный резонанс стал причиной, по которой издание The Washington Post выпустило статью, озаглавленную «Sorry, Peter Parker. The response to the black Spider-Man shows why we need one», где обозреватель Александра Петри высказала мнение, что этническая принадлежность героя менее важна, чем качество излагаемой истории.
Радиоведущий Лу Доббс выразил возмущение по поводу того, что оригинального Человека-паука заменили героем иной этнической принадлежности. Телеведущий и сатирик Джон Стюарт позже спародировал реакцию Доббса в телепередаче «The Daily Show», где отметил, что Майлз Моралес заменил Питера только в альтернативной вселенной, а в основной Питер Паркер здравствует и поныне. Отрицательно к замене персонажа отнёсся и журналист Гленн Бек, мнение которого было раскритиковано комиком Стивеном Колбером, однако в отличие от Доббса, Бек самостоятельно отметил, что Майлз будет фигурировать не в основной вселенной. Аксель Алонсо отрицает, что персонаж был введён из соображений политкорректности, так как и до Майлза во вселенной Marvel присутствовали персонажи разных рас, и несмотря на обилие отрицательных отзывов, есть аудитория, которая жаждет увидеть такого персонажа, как Майлз.

## Вне комиксов

### Мультсериалы
- Совершенный Человек-паук (3 сезон)
- Marvel Super Hero Adventures (2017)
- Человек-паук (мультсериал, 2017)
- Паучок и его удивительные друзья (2021)

### Видеоигры
- Майлз является главным играбельным персонажем в игре Marvel’s Spider-Man: Miles Morales.
- Майлз появляется в игре Marvel Super Hero Squad Online, озвученный Антони Дел Рио.
- Костюм Майлза можно использовать, как альтернативный костюм для Человека-паука в компьютерных играх Spider-Man: Edge of Time, The Amazing Spider-Man 2 и «Человек паук: Невероятная сила».
- Майлз появляется в игре Marvel Spider-Man (PS4).
- Майлз является играбельным персонажем в игре Marvel: Future Fight.
- Является играбельным персонажем в мобильной игре Marvel: Contest of Champions.
- Является играбельным персонажем в Lego Marvel Super Heroes 2 и Lego Marvel’s Avengers. (PS5).

- Майлз является играбельным персонажем в игре Marvel Spider-Man 2 (PS5).

- Карта «Майлз Моралес» и её вариации доступны в Marvel Snap.

### Кинематографическая вселенная Marvel
- В фильме «Человек-паук: Возвращение домой» (2017), в разговоре с Питером Паркером / Человеком-пауком, Аарон Дэвис упоминает, что у него есть племянник[41], которого, в удалённой сцене, Аарон назвал Майлзом[42][43].

- Майлз упоминается в фильме «Человек-паук: Нет пути домой» (2021), когда версия Питера Паркера в исполнении Эндрю Гарфилда снимает маску, вследствие чего его враг, Макс Диллон / Электро (Джейми Фокс), разочаровывается тем, что Паркер белокожий, сказав: «Наверняка и чёрный Человек-паук где-то есть»[44][45].

### Фильм
- 18 января 2017 года Sony объявила о создании анимационного фильма — «Человек-паук: Через вселенные», где главным героем будет Майлз, которого озвучивать будет Шамейк Мур[46]. Мультфильм вышел 13 декабря 2018 года[47]. В основном события мультфильма почти повторяли события вселенной Ultimate. Первоначально Майлза переводят из обычной школы в элитную, где он знакомится с Гвен Стейси, прибывшей в его вселенную из другого мира, где она является Женщиной-пауком. Майлз живёт с родителями, его отец — офицер полиции, недолюбливающий Человека-паука, мать работает медсестрой в больнице. Когда Майлз навещает своего дядю, тот его отводит в якобы бывшее помещение компании, где он когда-то работал, дает ему краски и Майлз в свою очередь раскрашивает стену. В ходе процесса его кусает радиоактивный паук, на следующий день он обнаруживает в себе паучьи способности. После этого Майлз возвращается в то помещение, чтобы найти того паука, который его укусил, но оказывается, что рядом с помещением находится лаборатория Алхемакс, где Майлз становится свидетелем того, как Человек-паук пытается помешать Кингпину запустить машину для связи с параллельными мирами с целью воссоединиться с погибшими в этом мире из-за автокатастрофы женой и сыном. К несчастью, преступник убивает борца с преступностью, но перед смертью герой передает юноше флешку, с помощью которой можно отключить машину, ибо при повторном запуске она уничтожит их реальность. После этого Майлз намерен выполнить то, что не смог Человек-паук, но ненароком ломает флешку. К счастью его находит таинственный взрослый мужчина, который оказался Питером Паркером, прибывшим из другой вселенной. Майлз уговаривает его помочь уничтожить машину Фиска, чтобы спасти их миры, затем они вдвоём проникают в Корпорацию Алхемакс, являющуюся исследовательским центром Фиска. Однако там они подвергаются нападению ученого Оливии Октавиус, которая во вселенной Майлза является Док Оком. К счастью, их спасает Гвен Стейси в костюме Женщины-паука, и направляет их к дому Мэй Паркер, тёти погибшего Питера, где они встречают ещё троих Людей-пауков из разных реальностей. Однако Люди-пауки не принимают Майлза, так как он ещё неопытен, в результате он приходит в отчаяние, хочет навестить своего дядю, но узнаёт, что он работает на Кингпина, увидев того в костюме Бродяги. Шокированный Майлз возвращается к остальным Паукам, чтобы их предупредить, однако его выследила банда Кингпина. Аарон узнаёт, что его племянник является новым Человеком-пауком, и отказывается его убивать, однако за это Кингпин убивает дядю Майлза. Юноша пытается спасти Аарона, но бесполезно, в этот момент отец Майлза, приехав на место происшествия, обнаруживает нового супергероя с рядом телом Аарона, отчего он принимает его за убийцу. Майлз хочет отомстить Кингпину, но другие Пауки связывают его в его же общежитии, чтобы уберечь от опасности. Однако Майлз с помощью ядовитого касания освобождается, после чего отправляется к тёте Мэй за новым паучьим костюмом, который перекрашивает в чёрно-красный цвет. После этого у него получается освоиться со своими способностями, и герой присоединяется к остальным паукам и помогает одолеть банду Кингпина. После этого Майлз возвращает всех Пауков в свои миры, а затем лично сражается с Кингпином в присутствии своего отца. Майлз ядовитым касанием побеждает Кингпина и уничтожает его машину. А его отец, узнав о настоящей личности Фиска, признаёт нового Человека-паука героем. По прошествии данных событий Майлз начинает вести двойную жизнь супергероя и школьника, в то время, как Гвен находит способ общаться с Майлзом через измерение.
- В июне 2023 года продюсер Эми Паскаль заявила, что фильм о Майлзе Моралесе находится в разработке[48].

### Телевидение
Имя Майлза Моралеса фигурирует в «Совершенный Человек-паук» в эпизоде «Я — Человек-паук». Его изображение было показано в списке потенциальных исполнителей роли Человека-паука в пьесе для средней школы. Появляется в 3 сезоне в сюжете «Паучий Мир» и помогает Человеку-пауку остановить Зеленого гоблина. В 4-м сезоне «Совершенный Человек-паук против Зловещей шестёрки», по вине Доктора Осьминога застревает в мире Человека-паука и под именем «Мальчик-Арахнид», вступает в его команду с целью остановить Дока Ока и вернуться домой, но в конце — концов, вместе со своей матерью и Совершенным Зелёным гоблином, навсегда переезжает в мир Человека-паука, оставив в своей реальности своим постоянным заместителем, Гвен-паука.
Появляется в мультсериале «Человек-паук» 2017 года. Озвучивает Нэджи Джетер.